# The Heir to the Hoorah
The Heir to the Hoorah è un film muto del 1916 diretto da William C. de Mille e interpretato da Thomas Meighan, Anita King, Edythe Chapman, Horace B. Carpenter e Charles Ogle. La sceneggiatura si basa sull'omonimo lavoro teatrale di Paul Armstrong, andato in scena in prima a Broadway il 10 aprile 1905.

## Trama
In California Joe Lacy, Bud e Bill, tre cercatori d'oro che sono diventati milionari con i proventi della miniera Hoorah, sono depressi perché nessuno di loro - tutti celibi - ha un figlio cui lasciare quella montagna di soldi. Bill e Bud, i due più anziani, spingono così Joe, il più giovane, a cercarsi una moglie. Dopo alcuni goffi tentativi, Joe si innamora di Geraldine Kent e la chiede in moglie. La giovane donna viene spinta ad accettare la proposta dell'ex minatore dalla madre, un'arrampicatrice sociale, che trova l'uomo rozzo e grossolano, ma che si rassegna a sorvolare su questi difetti pensando al suo pingue conto in banca. Poco dopo il matrimonio, Joe scopre che Geraldine lo ha sposato per il suo denaro. Disgustato, la lascia.
Passa un anno. Il minatore scopre che la moglie ha dato alla luce un figlio. Decide così di tornare a casa. Geraldine, nel frattempo, si è resa conto di amare il marito. Quando i due si rivedono, hanno un chiarimento e si riconciliano. Lei, allora, gli presenta il bambino che ha avuto, il tanto desiderato erede, facendo felice Joe, finalmente diventato padre.

## Produzione
Il film fu prodotto dalla Jesse L. Lasky Feature Play Company.

## Distribuzione
Il copyright del film, richiesto dalla Jesse L. Lasky Feature Play Co., fu registrato il 13 ottobre 1916 con il numero LP9301.
Negli Stati Uniti, il film - presentato da Jesse L. Lasky - fu distribuito dalla Paramount Pictures (Famous Players-Lasky Corporation) il 26 ottobre 1916. In Svezia, il film uscì il 10 dicembre con il titolo En arvinge till varje pris, in Francia venne ribattezzato L'Héritière de la Hoorah.
Copia incompleta della pellicola si trova conservata negli archivi della Library of Congress di Washington.